# 阿卜杜勒·薩塔爾·米爾扎克瓦爾
阿卜杜勒·萨塔尔·米尔扎克瓦尔（Abdul Sattar Mirzakwal；1960年—），阿富汗政治人物。
他是普什圖族人，出生在帕克蒂亞省的Mirzaka，畢業於喀布爾軍事大學。2021年6月19日，他接替哈亚图拉·哈亚特，出任阿富汗伊斯兰共和国的代理内政部部长。2021年8月15日，塔利班兵臨喀布爾城外，他宣佈向塔利班和平移交政權。